# Rocka's Delight
Rocka's Delight – polski zespół grający reggae.

## Historia
Powstał w Gdyni na początku 1987, kiedy do grupy Sze Sze, tworzonej przez: Grzegorza Zająca (gitara, śpiew), Grzegorza Małkowskiego (gitara), Leszka Ślazyka (gitara basowa), Karola Krzymińskiego (perkusja), Sławomir Porębskiego (instr. perkusyjne), Piotra Sawczuka (trąbka), Tomasza Bonarowskiego (trąbka) i Roberta Höhna (saksofon) dołączył wokalista Grey Andrew Shereni (student medycyny pochodzący z Zimbabwe). Jako Rocka's Delight debiutowali na koncercie podczas festiwalu "Nowa Scena" w Teatrze Letnim w Sopocie. W tym samym roku muzycy nagrali w studiu Rozgłośni Polskiego Radia w Gdańsku dwa utwory: "Frontline" i "Freedom", które notowane były na liście przebojów Rozgłośni Harcerskiej. Obie piosenki w 1988 trafiły kolejno na kompilacje różnych wykonawców: Gdynia i Fala II, a zespół występował na licznych koncertach w Trójmieście oraz w Warszawie i Krakowie.
W początkach 1989 w zespole nastąpiły zmiany personalne – odeszli: Sawczuk, Höhn, Bonarowski i Ślazyk. Na ich miejscach pojawili się: Jan Erszkowski (perkusja), Michał Erszkowski (gitara basowa) i Jarogniew Milewski (instr. klawiszowe). W zmienionym już składzie grupa wystąpiła na warszawskim festiwalu "Róbrege". Niewiele później Rocka's Delight opuścił Małkowski, natomiast Krzymiński z perkusji przeszedł na instrumenty perkusyjne. Do zespołu dołączyły jeszcze dwie osoby: gitarzysta Dariusz Jasionek (ex – Sze Sze) oraz grający na instrumentach klawiszowych Jacek Witczyński. 13 grudnia 1989 muzycy zagrali koncert w Gdańsku na festiwalu "Solidarność Anty Apartheid" u boku m.in. Lintona Kwesi'ego Johnsona i Twinkle Brothers. Utwór "Solidarity", który m.in. grupa wykonała podczas występu trafił na wydaną rok później przez Polton kasetę Solidarność Anti-Apartheid dokumentującą to wydarzenie. Po festiwalu pojawiła się propozycja nagrania płyty w Londynie w studiu Twinkle Brothers z której muzycy ostatecznie nie skorzystali. Po odejściu Krzymińskiego i zagraniu kilku koncertów grupa zawiesiła działalność. W czerwcu 1990 Erszkowscy wraz z Sherenim dokonali nagrań kilkunastu piosenek w warunkach domowych, które były później rozprowadzane na kasecie pt. Rocka's Delight (limitowane wydawnictwo na rzecz protestu przeciwko budowie elektrowni atomowej w Żarnowcu). Kolejnym wydawnictwem była koncertowa kaseta Live '89 rozprowadzana przez wytwórnię Fala.
Jesienią 1994 Shereni i Krzymiński reaktywowali zespół uzupełniając skład gitarzystami: Jarosławem Furmanem (Bielizna) i Marcinem Kolendowiczem, basistą Mirkiem Malakiem i Maciejem Gudalewiczem. Furmana wkrótce zastąpił Tomasz Luftner. Grupa występowała głównie na terenie Trójmiasta, by w 1996 ponownie zawiesić działalność.

## Muzycy
- Grey Andrew Shereni – śpiew
- Karol Krzymiński – perkusja
- Grzegosz Zając – gitara, śpiew
- Sławomir "Rodriguez" Porębski – śpiew, instr. perkusyjne
- Andrzej Dziurzański – instr. klawiszowe
- Grzegorz Małkowski – gitara
- Leszek Ślazyk – gitara basowa
- Piotr Sawczuk – trąbka
- Tomasz Bonarowski – trąbka
- Robert Höhn – saksofon
- Jan Erszkowski – perkusja
- Michał Erszkowski – gitara basowa
- Jarogniew Milewski – instr. klawiszowe
- Dariusz Jasionek – gitara
- Jacek Witczyński – instr. klawiszowe, conga
- Jarosław Furman – gitara
- Tomasz Luftner – gitara
- Mirek Malak – gitara basowa
- Marcin Kolendowicz – gitara

## Dyskografia

### Albumy
- Rocka's Delight (1990)
- Live '89 (1991)

### Kompilacje różnych wykonawców
- Gdynia (1988) – utwór: "Frontline"
- Fala II (1988) – utwór: "Freedom"
- Solidarność Anti-Apartheid (1990) – utwór: "Solidarity"